# Општина Гуђешти (Вранча)
Гуђешти (рум. Gugeşti) општина је у Румунији у округу Вранча.
Oпштина се налази на надморској висини од 75 m.